# Nasir-ud-Din Mahmud Shah Tughluq
Nasir-ud-Din Mahmud Shah Tughluq, död 1413, var regerande sultan av Delhi mellan 1394 och 1413.